# Ignasi Maria Despujol i Chaves
Ignasi Maria Despujol i Chaves (- Pamplona, 5 de gener de 1937) fou un advocat i polític català, fill d'Ignasi Maria Despujol i Dusay, cinquè marquès de la Palmerola, i de Maria del Pilar Chaves i Loaisa, filla dels ducs de Noblejas.
Marquès de la Palmerola i comte de Fonollar. Fou elegit diputat pel Partit Liberal Conservador pel districte de Vic a les eleccions generals espanyoles de 1886 i 1891. Entre altres càrrecs, fou governador civil de l'Havana, de Manila el 1893 i de Navarra el 1916-1917. Fou gendre de Joan Ventosa i Calvell i avi d'Ignasi Ventosa i Despujol.